# Knights of Honor 2: Sovereign
Knights of Honor 2: Sovereign ist ein Echtzeit-Strategiespiel aus dem Jahr 2022 und die Fortsetzung von Knights of Honor aus dem Jahr 2004. Es wurde von Black Sea Games entwickelt, einer Studioneugründung zweier ehemaliger Mitarbeiter des ursprünglichen Entwicklers Black Sea Studios (heute: Creative Assembly Sofia).

## Spielinhalt
Das Spiel findet im Mittelalter statt. Es sind 200 Königreiche mit über 300 Provinzen aus Europa, Nordafrika und Teilen Vorderasiens spielbar. Einzig der Vatikan lässt sich nur mit einem Cheat kontrollieren. Zudem stehen für die Armee über 100 verschiedene militärische Einheiten zur Auswahl. Gefechte können selbst gesteuert werden.
Das Spiel kann in den Spielmodi Einzelspieler, Online-PVP und Online-Koop gespielt werden.
Wie schon im ersten Teil der Reihe ist ein zentraler Bestandteil des Gameplays der königliche Hof, dessen Rittern verschiedene Funktionen zugewiesen werden können:
- Marschälle führen die Armeen an
- Diplomaten schmieden starke Verteidigungs- und Angriffspakte oder schließen Ehen
- Kaufleute generieren Einkommen durch Handel und importieren Waren
- Kleriker beeinflussen Bildung, Zufriedenheit und Kultur
- Spione bestechen gegnerische Ritter, zetteln Rebellionen oder Kriege unter den anderen Fraktionen an

## Rezeption
GameStar bewertet das Spiel als gemütliches und leicht zu erlernendes Strategiespiel mit dem Fokus auf Wirtschaft und nicht den Schlachten. Bemängelt werden der fehlende Tiefgang und das Fehlen spektakulärer Echtzeitkämpfe wie in der Total-War-Reihe.
GamersGlobal lobt unter anderem die KI, die Spielmusik und die Gestaltung der Karte. Kritisiert werden unter anderem die technisch veralteten 3D-Schlachten, die geringen Unterschiede zwischen den Fraktionen und ein fehlendes Tutorial.